# Global Gender Gap Report
Het Global Gender Gap Report is een jaarlijks verslag over de stand van zaken inzake sekseongelijkheid in meer dan 140 landen, sedert 2006 gepubliceerd door het World Economic Forum.
Volgens WEF-voorzitter Klaus Schwab verliest de wereldgemeenschap bij onvoldoende integratie van meisjes en vrouwen aan vaardigheden, ideeën en vooruitzichten.

## Methodologie
Met de Gender Gap Index wordt in elk betrokken land de ongelijkheid tussen vrouwen en mannen gemeten in vier sectoren: gezondheid, onderwijs, economie en politiek, volgens een methodologie die grotendeels ongewijzigd is gebleven sedert 2006, met drie basisconcepten: 
- de index meet, apart voor vrouwen en mannen, de mate van toegang, en niet het absolute niveau van een bepaalde sector (bv. het onderwijs)
- de index meet resultaten, geen inspanningen of investeringen
- de index stopt bij gelijkheid: een oververtegenwoordiging van meisjes of vrouwen heeft geen invloed op de resultaten.

In elke sector wordt de seksegelijkheid gemeten aan de hand van twee tot vijf indicatoren, afkomstig uit statistieken van onder meer de Internationale Arbeidsorganisatie, het VN-Ontwikkelingsprogramma, UNESCO, de Wereldgezondheidsorganisatie, de Interparlementaire Unie en uit eigen gegevens en surveys.
Voor sommige landen waren geen betrouwbare statistieken voorhanden. Voor 106 van de meer dan 140 betrokken landen bestrijken de rapporten alle jaartallen sedert 2006.

## Resultaten
De geslachtsgerelateerde gegevens worden per land verzameld, en daarna samengeteld per regio: Latijns-Amerika & Caraïben, Midden-Oosten & Noord-Afrika, Noord-Amerika, Oost-Azië & Stille Oceaan, Oost-Europa & Centraal-Azië, Sub-Sahara Afrika, West-Europa, Zuid-Azië. 
Met ingang van het rapport 2017 kunnen de data ook online interactief geraadpleegd worden. Aan elk land wordt een score toegekend, waarmee het land automatisch een plaats inneemt op de ranglijst. 

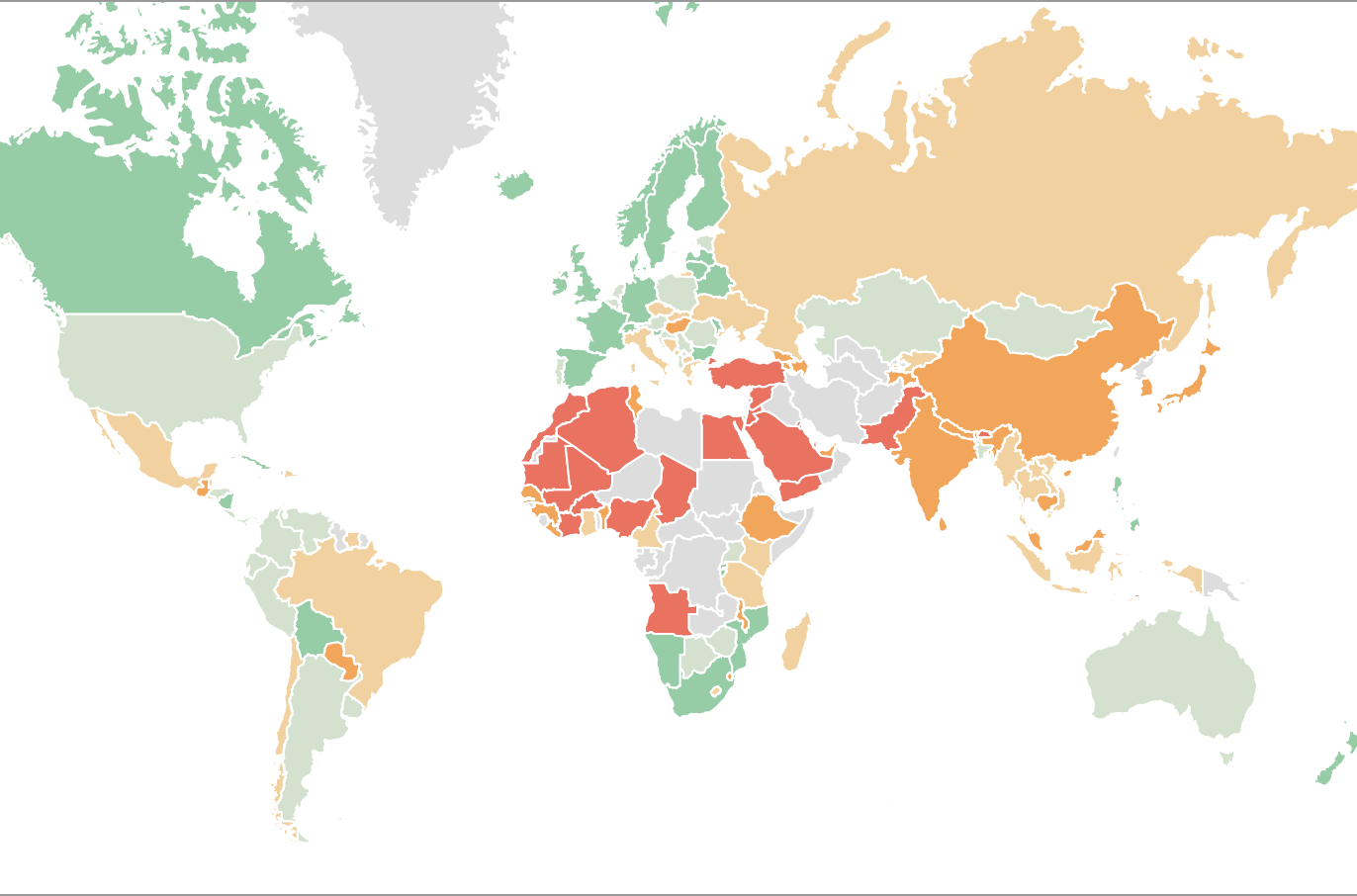
The Global Gender Gap Report 2017

## Jaarrapporten
Het jaarrapport 2017 stelt qua economische participatie stelt een ondervertegenwoordiging van mannen vast in de sectoren onderwijs, gezondheid en welzijn, terwijl vrouwen minder participeren in de sectoren techniek, industriële productie, bouw en ICT. Volgens ramingen zou een toename van de seksegelijkheid met 25% tegen 2025 de wereldeconomie een groei met 5,3 biljoen dollar opleveren.

## België, Nederland en Suriname
|                  | 2020   | 2018   | 2017   | 2015   | 2010    | 2006        |
| ---------------- | ------ | ------ | ------ | ------ | ------- | ----------- |
| België, rang     | 27/153 | 32/149 | 31/144 | 19/145 | 14/134  | 20/115      |
| België, score    | 0.750  | 0.738  | 0,739  | 0,753  | 0,751   | 0,708       |
| Nederland, rang  | 38/153 | 27/149 | 32/144 | 13/145 | 17/134  | 15/115      |
| Nederland, score | 0.736  | 0.747  | 0,737  | 0,776  | 0,744   | 0,725       |
| Suriname, rang   | 77/153 | 79/149 | 86/144 | 94/145 | 102/134 | (geen data) |
| Suriname, score  | 0.707  | 0.695  | 0,689  | 0,678  | 0,641   | (geen data) |

### Jaarrapporten
- Report 2020 (verschenen in december 2019)
- Report 2018
- Report 2017
- Report 2015
- Report 2010
- Report 2006